# 庄里西遗址
庄里西遗址，位于山东省枣庄市滕州市姜屯镇庄里西村，是中华人民共和国山东省文物保护单位之一。
2006年12月7日，授予山东省文物保护单位，是一座古遗址。